# Gaspar Cardoso de Sequeira
Gaspar Cardoso de Sequeira ou Gaspar Cardoso de Siqueira (Murça, Trás os Montes) foi um matemático português que viveu no século XVII.

## Biografia
Mestre em Artes pela Universidade de Alcalá, foi professor de Matemática em Lisboa, Coimbra e em outras cidades de Portugal e Espanha.

## Obra
- Prognóstico Lunário para o ano de 1605 (Lisboa, 1602).
- Tesouro de Prudentes (Lisboa, 1612). Esta última obra teve muitas reedições, a última das quais em Coimbra, em 1704. É o quarto livro jamais escrito que descreve truques de Ilusionismo e o primeiro a explicar como é que são feitos.
- Pronostico Geral e Lunário Perpectuo, assi da luas novas e cheias, como quartos crescentes e minguantes (Lisboa, 1614), dedicado ao Professor André de Almada.[1]
- Primeira e segunda parte de Segredos da Natureza, tirados de regras philosophicas, não menos uteis que curiosas, etc. (Lisboa, 1631).